# Soletellina nitida
Soletellina nitida is een tweekleppigensoort uit de familie van de Psammobiidae. De wetenschappelijke naam van de soort is voor het eerst geldig gepubliceerd in 1843 door Gray in Dieffenbach.